# Movimiento Patriótico Maurice Bishop
El Movimiento Patriótico Maurice Bishop (en inglés: Maurice Bishop Patriotic Movement) o MBPM fue un partido político izquierdista de Granada fundado tras el derrocamiento forzoso del Gobierno Popular Revolucionario de Granada en 1983, al ser invadido el país por Estados Unidos.
Fue establecido por George Louison y Kendrick Radix y concurrió a las primeras elecciones libres tras la invasión. Sin embargo, a pesar de que el Gobierno Popular Revolucionario había gozado de un amplio apoyo público, el MBPM fue una fuerza electoral marginal, recibiendo solo el 5% de los votos y ningún escaño. En las elecciones de 1990, este apoyo se redujo al 2.4%, luego al 1.6% en 1995, y al 0.6% en 1999. El último líder del partido, Terrence Marryshow, fusionó el MBPM con otro partido de izquierda en 2002, creando el Movimiento Popular Obrero.